# Nature
Nature (anglicky příroda) je vědecký časopis se všeobecným zaměřením vydávaný od roku 1869 ve Velké Británii (dnes nakladatelstvím Nature Publishing Group). Byly a stále jsou v něm uveřejňovány nejdůležitější vědecké práce (články i kratší texty, tzv. dopisy) z astronomie, biologie, geověd, jaderné fyziky atd. Vychází jako týdeník a všechna vydání od aktuálního čísla až do roku 1950 jsou (předplatitelům) dostupná na internetu.

## Zásadní vědecké články
Některé články otištěné v Nature, které zásadním způsobem ovlivnily vývoj vědy:
- Wilhelm Conrad Röntgen: On a new kind of rays, Nature 23. 1. 1896, str. 274-276 (rentgenové záření)
- James Chadwick: Possible existence of a neutron, Nature 27. 2. 1932, str. 312 (neutron)
- Lise Meitner, Otto Robert Frisch: Disintegration of uranium by neutrons – a new type of nuclear reaction, Nature 11. 2. 1939, str. 239-240 (jaderná reakce)
- James Dewey Watson, Francis Harry Compton Crick: Molecular structure of Nucleic Acids – a structure for deoxyribose nucleic acid, Nature 25. 4. 1953, str. 737-738 (struktura DNA)
- John Tuzo Wilson: Did the Atlantic close and then re-open?, Nature 13. 8. 1966, str. 676-681 (desková tektonika)
- Joseph Charles Farman, Brian Gerard Gardiner, Jonathan David Shanklin: Large losses of total ozone in Antarctica reveal seasonal ClOx/NOx interaction, Nature 16. 5. 1985, str. 207-210 (ozonová díra)
- Ian Wilmut a kolektiv: Viable offspring derived from fetal and adult mammalian cells, Nature 27. 2. 1997, str. 810-813 (klonování savců)
- Kolektiv autorů: Initial sequencing and analysis of the human genome Archivováno 20. 11. 2017 na Wayback Machine., Nature 15. 2. 2001, str. 860-921 (struktura lidského genomu)

## Významnost časopisu
Podle impakt faktoru stanovovaného americkým Institutem pro vědecké informace (ISI) patří Nature mezi desítku nejvíce citovaných vědeckých časopisů (IF za rok 2014 byl 41,456). Podle jiných měřítek (např. váženého algoritmu PageRank) se dokonce jedná o nejlépe citovaný vědecký žurnál.

## Kontroverze
Časopis například odmítl zveřejnit články, které pak vedly k udělení Nobelovy ceny (například za Čerenkovovo záření). Naopak zveřejnil i články týkající se homeopatie nebo metodicky nedostatečné práce, které se pak ukázaly jako nepodložené. Někteří vědci takové časopisy, které si zakládají na své prestiži, považují za škodlivé.